# البو، استونیا
البو، استونیا (به لاتین: Albu, Estonia) یک روستا و دهکده فئودالی قدیمی در استونی است که در شهرستان یروا واقع شده‌است.